# PBK Lukoil Akademik
Akademik je košarkaški klub iz Sofije. Danas je poznat pod imenom Lukoil Akademik..Najveći rivali su mu CSKA i Levski, također iz Sofije.

### Podaci o klubu
Osnovan: 1947. 

Boje kluba: crvena i bijela 

Dvorana: Sportski kompleks Pravec 

Kapacitet: 4 500 

Adresa: Postojantsvo st., 67-A Sofija 1111 

Web: www.lukoilacademic.net

## Uspjesi
Kup prvaka:
- Finalist:1958., 1959.

Prvenstvo Bugarske:
- 1957., 1958., 1959., 1963., 1968., 1969., 1970., 1971., 1972., 1973., 1975., 1976., 2000., 2001., 2002., 2003., 2004., 2005.

Kup Bugarske:
- 1952., 1954., 2002., 2003., 2004., 2005.

## Poznati igrači i treneri
- Igrači:
  -  Ljubomir Panov
  -  Georgi Panov
  -  Viktor Radev
  -  Nikola Ilov
  -  Mihail Semov
  -  Petar Lazarov
  -  Dimitar Sahanikov
  -  Georgi Barzakov
  -  Nikola Atanasov
  -  Atanas Golomeev
  -  Temelaki Dimitrov
  -  Stefan Filipov
  -  Slavej Rajčev
  -  Vladimir Bojanov
  -   Priest Lauderdale
  -  Larry O'Bannon
  -  Bryant Smith
- Treneri:
  -  Božidar Takev
  -  Veselin Temkov
  -  Neycho Nejčev
  -  Cvetan Željazkov
  -  Petko Marinov